# Star Wars: Eclipse
Star Wars: Eclipse is een Star Wars-spel in ontwikkeling door Quantic Dream. Deze makers zijn bekend van onder andere Beyond: Two Souls en Detroit: Become Human.